# Ken Oborg
Kenny "Ken" Margareta Anelia Oborg, född 30 januari 1906 i Norrköpings Borgs församling i Östergötlands län, död 6 oktober 2002 i Högalids församling i Stockholm, var en svensk konstnär.
Oborg bedrev konststudier vid Otte Skölds och Reybekiels målarskolor samt vid Académie Libre i Stockholm. Efter studierna for hon till Paris 1949-1951 där hon besökte Académie Julian, Académie Colarossi och Grande Chaumière. 
Oborg hade sin debututställning på Lilla Paviljongen i Stockholm 1952. Vidare deltog hon i ett flertal grupputställningar bland annat på vårsalongen Grand Palais i Paris. 
Hon målade först företrädesvis landskap med stiliserade former men övergick senare till att arbeta med ett renoldlat nonfigurativt maner med geometriska motiv. 
Ken Oborg var dotter till överinspektören Fridolf Gustafson och Beda, ogift Dahlquist, samt faster till skådespelaren Barbro Oborg.

## Fotnoter
1. ↑  Sveriges Dödbok 1901–2009, DVD-ROM, Version 5.00, Sveriges Släktforskarförbund (2010).